# Asteroschema yaeyamensis
Asteroschema yaeyamensis is een slangster uit de familie Asteroschematidae.
De wetenschappelijke naam van de soort werd in 1944 gepubliceerd door Murakami.